# Генеральная войсковая рада
Генеральная войсковая рада (западнорус. Єнерална войскова рада, укр. Генеральна військова рада) — высший совещательный и исполнительный орган (войсковая рада) при гетмане Запорожской Сечи, Войска Запорожского (реестрового), Гетманщины и Слободской Украины.
Чёрная, или генеральная рада (войсковая рада) один из органов центральной власти наравне с властью гетмана и Рады генеральной старши́ны. Историк С. М. Соловьёв писал:

… Гетманы стали стремиться к увеличению своей власти на счет войска, к наследственности; чтоб не зависеть от шумной войсковой чёрной рады, хотели упрочить своё положение то посредством Польши, то посредством Москвы и не достигали своей цели; кроме Богдана Хмельницкого, ни один из них не кончил хорошо, постоянно свергались они своими. …— Соловьёв С. М. История России.

## История
Орган функционировал на Левобережной Украине со времён бунта в Польско-литовской республике или народно-освободительной войны 1648—1654 годов и до 1750 года.
Созывался для избрания левобережного гетмана, казацкой старши́ны или решения важных государственных, политических, военных и судебных вопросов, обсуждались внешнеполитические дела, вопросы войны и мира.
Генеральная войсковая рада созывалась отдельными универсалами гетмана и им же проводился. Участвовать в совете имели право все казаки, иногда делегации от мещан, в отдельных случаях — посполитые (крестьяне) (т. н. Чёрная рада).
Так, 8 (18) января 1654 года состоялась Переяславская рада — собрание представителей запорожского казачества во главе с гетманом Богданом Хмельницким, на котором было принародно принято решение об объединении территории Войска Запорожского с Московским царством, закреплённое присягой на верность русскому царю (с утра состоялся тайный старшинский совет запорожского казачества, а того же числа днём — Генеральная войсковая рада, в котором приняли участие представители Киевского, Черниговского, Брацлавского и других казацких полков (14 из 17), а также жители Переяслава).
Участники совета становились в круг, в центре которого стоял гетман со старши́ной. Число присутствующих могло доходить до нескольких тысяч. Подсчёта голосования не было, решения принимались по согласию большинства, которое определялось визуально («на глаз»).
Постоянного места проведения Генеральной войсковой рады не существовало. Чаще всего рада собиралась на реке Росава (Киевщина) и в Переяславе.
В конце XVII века влияние Генеральной войсковой рады на жизнь Украины ослабело. Основные функции перешли к Раде генеральной старши́ны. В начале XVII века совет собирался только для утверждения решений, которые уже приняли гетман и генеральная старшина. Рада стала лишь формой торжественного военного парада при избрании нового гетмана. В феврале 1750 года состоялось последнее заседание Генеральной войсковой рады, на которой был провозглашен гетманом Войска Запорожского К. Г. Разумовский.